# Waigaoqiao Baoshuiqu Bei
Waigaoqiao Baoshuiqu Bei (chiń. 外高桥保税区北站) – stacja początkowa metra w Szanghaju, na linii 6. Zlokalizowana jest pomiędzy stacjami Gangcheng Lu i Hangjin Lu. Została otwarta 29 grudnia 2007.